# Estação Lubianka
Lubianka (em russo:  Лубя́нка) é uma das estações da linha Socolhnitcheskaia (Linha 1) do Metro de Moscovo, na Rússia. Estação «Lubianka» está localizada entre as estações «Okhotnyi Riad» e «Tchistyie Prudy».